# Substrat (Biogasanlage)

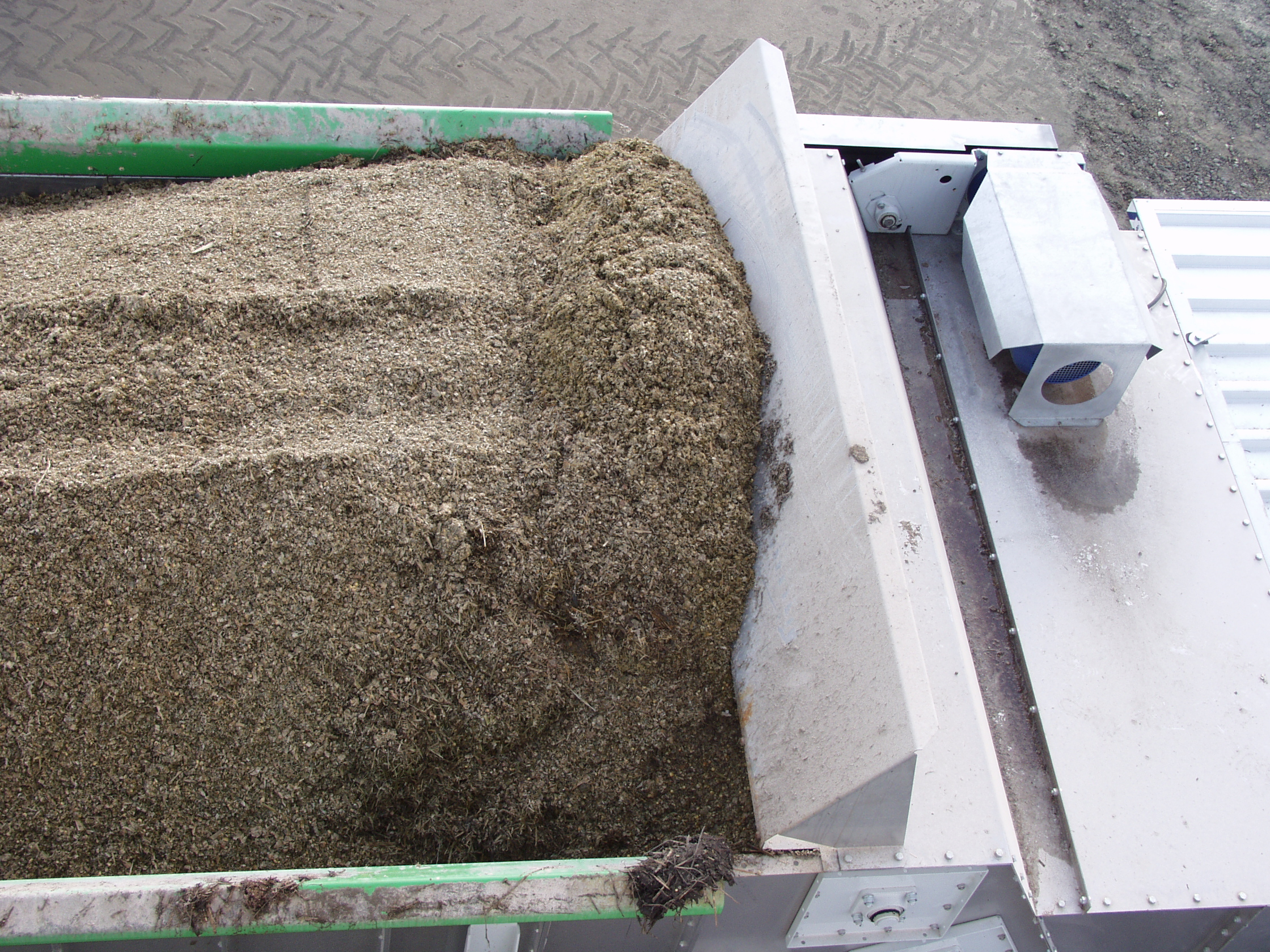
Maissilage, in Deutschland das häufigste Biogassubstrat, in der Zuführeinrichtung zum Biogasfermenter

Als Substrat oder Biogassubstrat wird – in Anlehnung an die Mikro- und Zellbiologie – der Rohstoff bezeichnet, der in einer Biogasanlage zur Erzeugung von Biogas genutzt wird. Gelegentlich wird auch der nicht exakt definierte Begriff Gärsubstrat benutzt.

## Eigenschaften
Insbesondere stark wasserhaltige Biomasse, die nicht direkt thermisch verwertet werden kann, eignet sich als Substrat. Biomasse, die reich an Cellulose (z. B. Stroh) und Lignocellulose (Holz) ist, ist für den mikrobiellen Abbau schlecht zugänglich und daher ohne vorherigen Aufschluss der Cellulose durch Bioextrusion als Substrat zur Biogaserzeugung nicht geeignet.

## Verwendung
In Biogasanlagen findet ein anaerober mikrobieller Abbau (Fermentation) des Substrats statt. Das Substrat dient dabei als Nährstoff und Energiequelle für die Mikroorganismen. Das gasförmige Methan trennt sich vom flüssigen bis festen Substrat und kann beispielsweise in einem Blockheizkraftwerk zur Erzeugung von Strom und Wärme genutzt werden. Die Hauptbestandteile des Biogases, Methan (CH4) und Kohlendioxid (CO2), sind zum einen Stoffwechselabfälle der Mikroorganismen, zum anderen ist das energiereiche Methan das Hauptprodukt einer Biogasanlage. Der nach der Vergärung verbleibende flüssige bis feste Anteil wird als Gärrest bezeichnet und kann als nährstoffreicher organischer Dünger genutzt werden, soweit keine erhöhte Belastung mit Schadstoffen oder Krankheitskeimen vorliegt.
Häufig werden neben einem Hauptsubstrat weitere Rohstoffe eingesetzt, die als Cosubstrat cofermentiert werden. Insbesondere bei Biogasanlagen, die hauptsächlich mit Gülle betrieben werden, können Cosubstrate wie Fettabscheiderrückstände einen großen Anteil des Methanertrags liefern.

## Substrate der Biogaserzeugung
| Material                            | Biogasertrag in m3 pro Tonne Frischmasse | Methan- gehalt |
| ----------------------------------- | ---------------------------------------- | -------------- |
| Maissilage                          | 202                                      | 52 %           |
| Grassilage                          | 172                                      | 54 %           |
| Roggen-GPS                          | 163                                      | 52 %           |
| Zuckerrüben- Pressschnitzel siliert | 125                                      | 52 %           |
| Futterrübe                          | 111                                      | 51 %           |
| Bioabfall                           | 100                                      | 61 %           |
| Hühnermist                          | 80                                       | 60 %           |
| Schweinemist                        | 60                                       | 60 %           |
| Rindermist                          | 45                                       | 60 %           |
| Getreideschlempe                    | 40                                       | 61 %           |
| Schweinegülle                       | 28                                       | 65 %           |
| Rindergülle                         | 25                                       | 60 %           |

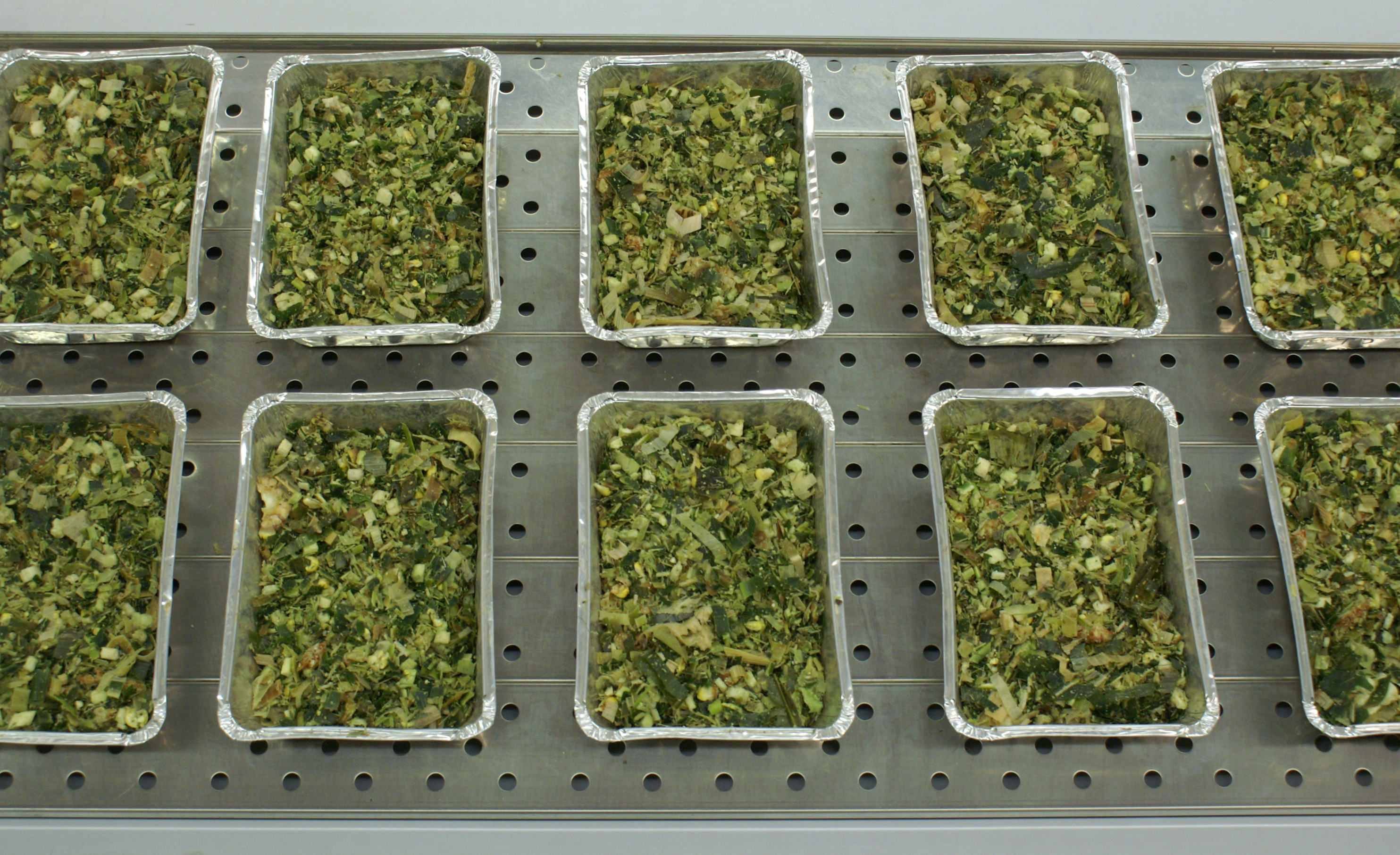
Um die Abrechnung für Biogas-Rohstoffe zwischen dem anbauenden Landwirt und der abnehmenden Biogasanlage korrekt durchzuführen, wird bei den Ausgangsmaterialien (hier: Maishäcksel) die Trockenmasse bestimmt

In Biogasanlagen werden sowohl nachwachsende Rohstoffe (Nawaro) als auch Rückstände aus der Tierhaltung sowie biogene Abfälle als Substrat verwendet.
Prinzipiell eignen sich fast alle Stoffe organischer Herkunft zur Vergärung in Biogasanlagen. Je weniger Wasser und anorganische Substanz und je mehr leicht abbaubare Substanzen wie Fette, Proteine und Kohlenhydrate im Substrat sind, desto mehr Methan kann potentiell daraus entstehen. Faserhaltige Substrate mit schwer abbaubaren Kohlenstoffverbindungen wie Lignocellulosen (Holz) sind ungeeignet, da sie fast ausschließlich und sehr langsam von aeroben Pilzen abgebaut werden. Um das Gasbildungspotential abzuschätzen, wird die Methanausbeute auf den organischen Anteil der getrockneten Inputmasse bezogen.

### Nachwachsende Rohstoffe
Bei Biogasanlagen, die nachwachsende Rohstoffe vergären, sieht das Erneuerbare-Energien-Gesetz neben einer festen Einspeisevergütung (EEG-Vergütung) zusätzlich einen Nawaro-Bonus für den eingespeisten Strom vor. Dadurch wird der Anbau von Energiepflanzen für die Verwendung als Substrat attraktiv. Mais, Ganzpflanzensilage, Zuckerrüben und Grassilage zählen zu den am häufigsten eingesetzten Substraten. Einige Energiepflanzen (z. B. Sonnenblume) werden vereinzelt oder regional eingesetzt. Die Eignung zahlreicher weiterer Energiepflanzen als Substrat wird derzeit erprobt.

#### Mais
Mais ist der bedeutendste Nachwachsende Rohstoff in der Biogaserzeugung. Gründe sind die hohen Hektarerträge, die durch die Zucht von sogenanntem Energiemais noch weiter verbessert werden sollen, die effiziente Ernte mit Feldhäckslern und die gute Lagerbarkeit als Maissilage. Zudem ist er gut in die Biogasanlage einbringbar, gut abbaubar durch einen hohen Stärkegehalt und enthält keine langen Fasern, die die Anlagentechnik stören könnten. Der Einsatz erfolgt ganzjährig als Maissilage.

#### Ganzpflanzensilage
Ein Substrat mit zunehmender Bedeutung ist Ganzpflanzensilage (GPS), vor allem aus Roggen und Triticale. Die Erträge an Trockenmasse pro Hektar sind rund 20 % geringer als bei Mais. Durch den Anbau einer Folgefrucht, wie beispielsweise Hirse, können die Erträge pro Hektar und Jahr noch deutlich erhöht werden. Bei frühzeitiger Ernte von Winterroggen als sogenannter Grünroggen ist auch ein anschließender Anbau von Mais möglich.

#### Zuckerrübe
Mit Zuckerrüben können hohe Hektarerträge erzielt werden. Zudem ist die Abbaubarkeit in Biogasanlagen gut. Problematisch sind Erdanhaftungen an der Rübe, die den Betrieb der Biogasanlage stören können. Eine Lagerung der Zuckerrübe ist nur bis zum Frühjahr möglich, da ein Konservieren durch silieren nicht durchführbar ist.

#### Grassilage
Häufig wird in Biogasanlagen ein geringer Anteil an Grassilage eingesetzt. Die enthaltenen langen Fasern erfordern eine geeignete Rührtechnik. Neben Gras von landwirtschaftlichen Flächen ist auch Grünschnitt aus der Landschaftspflege verfügbar. Vor allem für viehlos wirtschaftende Betriebe des ökologischen Landbaus kann die Verwertung von Kleegrassilage attraktiv sein, da damit eine Gründüngung direkt erlösbringend verwertet wird und gleichzeitig mit dem Gärrest ein zeitlich flexibel einsetzbarer Dünger gewonnen wird.

### Rückstände der Tierhaltung
In den frühen landwirtschaftlichen Biogasanlagen wurde Gülle als Hauptsubstrat eingesetzt. Sie fällt in viehhaltenden Betrieben an und steht in der Regel kostenlos zur Verfügung. Schwer verdauliche Anteile des Viehfutters geben der Gülle noch ein gewisses Gaspotential. Weitere Argumente für die Vergärung von Gülle ist die Verringerung der Geruchsemissionen von Gülle durch die Vergärung. Zudem ist sie ein wichtiges Cosubstrat in pflanzenvergärenden Anlagen, da sie durch ihre hohe Pufferkapazität die bei der Vergärung ablaufenden Prozesse stabilisiert und liefert Stickstoffverbindungen (Ammonium: NH4+) und Spurenelemente, die die Aktivität und das Wachstum der Mikroorganismen optimieren. Zu beachten ist, dass eine Kontamination der Gülle mit Antibiotika und Desinfektionsmitteln aus der Viehhaltung die mikrobiologische Aktivität im Fermenter hemmen können. Für Mist gilt ähnliches wie für Gülle. Die festere Konsistenz erfordert eine andere Rührtechnik im Fermenter, andererseits ist auch die Vergärung im Verfahren der Trockenfermentation möglich. Das enthaltene Stroh liefert keinen nennenswerten Beitrag zur Gasausbeute, da es vor allem aus Cellulose besteht, die in herkömmlichen Biogasanlagen kaum abgebaut wird.
Durch eine sachgerechte Vergärung von Mist und Gülle können die Emissionen des stark klimaschädlichen Methans aus der Tierhaltung reduziert werden, zudem wirkt sich das Substrat anders als Einsatzstoffe aus Nachwachsenden Rohstoffen nicht auf die Flächenkonkurrenz im Ackerbau aus. Daher ist in der seit 2009 gültigen Fassung des Erneuerbare-Energien-Gesetzes (EEG) eine Bonuszahlung festgelegt („Güllebonus“). Diese wird gezahlt für Strom aus kleineren Biogasanlagen, die mit Gülle als Substrat betrieben werden. Zudem wird Gülle im Sinne des EEG zu den Nachwachsenden Rohstoffen gezählt, so dass für Strom aus güllebetriebenen Biogasanlagen auch der „Nawaro-Bonus“ gezahlt wird. Mit einem Ausbau derartiger Anlagen aufgrund der Bonusregelung wurde 2008 vom Fachverband Biogas gerechnet.
Der Gasertrag pro Tonne Gülle ist, unter anderem wegen ihres hohen Wasseranteils, viel geringer als der Ertrag der meisten anderen Substrate. Bei gegebener Anlagenleistung muss daher mehr Gärraum als z. B. bei Mais als Substrat vorgesehen werden, zudem ist Gülle als Gärsubstrat nur wenig transportwürdig. Bei unbehandelter Gülle ist der Transport als Substrat in der Regel nur über wenige Kilometer wirtschaftlich. Erste Projekte zur Gülleseparierung, bei der nur der für die Gärung relevante Anteil der Gülle als Substrat verwendet wird, werden durchgeführt.

### Organische Reststoffe

#### Reststoffe der Agrarindustrie
Bei der Verarbeitung landwirtschaftlicher Produkte fallen Reststoffe an, die sich zur Biogaserzeugung eignen. Das sind beispielsweise
- Trester (Pressrückstände),
- Treber (ausgelaugte Malzrückstände aus der Bierherstellung),
- Schlempen (Destillationsrückstände),
- Pülpen, z. B. Kartoffelpülpe (Rückstände der Stärkegewinnung aus Kartoffeln).

Die Gaserträge pro Tonne Frischmasse sind bei den verschiedenen Reststoffen sehr unterschiedliche, korrelieren aber stark mit dem Gehalt an Trockensubstanz. Die Reststoffe gelten nicht als Nachwachsende Rohstoffe im Sinne des EEG. Sie dürfen jedoch in Biogasanlagen eingesetzt werden, die Nachwachsende Rohstoffe zur Stromproduktion vergären, ohne den Nawaro-Bonus der gesamten Anlage zu gefährden.

#### Abfälle
Verschiedene Arten biogener Abfälle wie
- Speisereste,
- Magen- und Panseninhalt von Schwein und Rind,
- Fettabscheiderrückstände aus Großküchen und Gastronomie,
- Bioabfälle

und anderes sind in Biogasanlagen verwertbar. Häufig fallen sie unregelmäßig an und werden daher als Cosubstrat eingesetzt. Bestimmte Hygienisierungschritte sind gesetzlich vorgeschrieben. Bioabfälle werden wegen des hohen Trockensubstanzgehalts meist in Trockenfermentationsanlagen verwertet. Häufig schwanken die Vergärungseigenschaften von Bioabfällen stark, so dass die Prozessführung relativ anspruchsvoll ist. In Anlagen, die den Nawaro-Bonus erhalten, dürfen keine Abfälle eingesetzt werden. In der Regel erhält der Anlagenbetreiber vom Substratlieferanten eine Vergütung für die Verwertung der Abfälle.

### Sonstige Substrate
Viele andere Substrate werden derzeit auf ihre Eignung zur Biogaserzeugung untersucht, beispielsweise um Monokulturen zu vermeiden oder um durch bestimmte Fruchtfolgen höhere Erträge zu erzielen. Auch Reststoffe aus der industriellen Verarbeitung von Biomasse, wie beispielsweise aus der Papierindustrie, werden auf ihre Eignung als Substrat untersucht. Beschränkend kann die Technik und die rechtliche Einteilung der Biogasanlage sein. Da die Mikrobiologie einer Biogasanlage längere Zeit benötigt, um sich auf ein Substrat einzustellen, kann die kurzfristige und kurzzeitige Verwendung eines neuen Substrats problematisch sein.